# Stegovniški slap
Stegovniški slap (46°24′8″N 14°23′50″E / 46.40222°N 14.39722°E) je eden izmed mogočnejših slovenskih slapov. Njegov padec je 15 m visok in 6 metrov širok, s tem je največji izmed slapov, ki jih je ustvaril potok Stegovnik, ki izvira pod istoimensko goro.
Zaradi slabših cestnih povezav slap ni dobro poznan. Dostop je po glavni cesti Tržič-Jelendol v smeri Dovžanove soteske, vse do Medvodij, od katerih je slap oddaljen približno sto metrov. Lahka steza ob potoku pelje pod slap mimo manjših drsnih slapov, kaskad in številnih tolmunov ter opuščene elektrarnice. 
Najbolj mogočen je spomladi oz. jeseni ali pa po močnejših nalivih.